# Prezent dla najsłabszego
Prezent dla najsłabszego (ros. Подарок для самoгo слабoгo) – radziecki krótkometrażowy film animowany z 1978 roku w reżyserii Leonida Kajukowa. Scenariusz napisał Witalij Złotnikow.

## Obsada (głosy)
- Wiaczesław Bogaczew jako Dzięcioł
- Stiepan Bubnow jako Dzik
- Kłara Rumianowa jako Zając
- Irina Kartaszewa jako Lisica
- Anatolij Papanow jako Lew
- Wasilij Liwanow jako Wilk

## Animatorzy
Fiodor Jełdinow, Olga Orłowa, Wiktor Lichaczew, Marina Woskanjanc, Wiktor Szebkow, Aleksandr Panow, Władimir Krumin, Marina Rogowa